# Murilo Salles
Murilo Salles (Rio de Janeiro, 2 d'octubre de 1950) és un cineasta brasiler, destacat director de fotografia i guionista.

## Filmografia
Com a director
- 1969 - Premissa Menor, Primatas, Amém (curtmetratge)
- 1970 - Abc Montessoriano (curtmetratge)
- 1971 - Sebastião Prata, ou bem dizendo, Grande Otelo (curtmetratge documental)
- 1978 - Essas São as Armas (documental)
- 1984 - Nunca Fomos tão Felizes
- 1986 - Faca de Dois Gumes
- 1992 - Pornografia (curtmetratge) amb Sandra Werneck
- 1996 - Todos os Corações do Mundo (documental)
- 1996 - Como Nascem os Anjos
- 2002 - Seja o que Deus Quiser
- 2003 - És Tu, Brasil (documental)
- 2007 - Nome Próprio
- 2008 - Arte Brasileira Contemporânea - Um Prelúdio
- 2014 - Passarinho lá de Nova Iorque - Documental
- 2014 - Aprendi a jogar com você - Documental
- 2014 - O Fim e os meios -
- 2021 - Uma Baía - Documental

Com a director de fotografia
- 1973 - Tati, a Garota
- 1973 - Um Edifício Chamado 200
- 1974 - A Estrela Sobe
- 1975 - Lição de Amor
- 1976 - Dona Flor e Seus Dois Maridos
- 1980 - Cabaret Mineiro
- 1981 - O Beijo Bo Asfalto
- 1981 - Eu Te Amo
- 1982 - Tabu
- 2004 - Árido Movie
- 2007 - Nome Próprio
- 2008 - Arte Brasileira Contemporânea - Um Prelúdio' (documental)

Com a guionista
- 1984 - Nunca Fomos Tão Felizes
- 1986 - Faca de Dois Gumes
- 1996 - Como Nascem os Anjos
- 2002 - Seja o que Deus Quiser
- 2007 - Nome Próprio
- 2014 - O Fim e os meios

## Premis
Festival de Gramado
- Kikitoa la millor pel·lícula per Nome Próprio (2008)
- Kikito al millor director per Faca de Dois Gumes (1989) e Como Nascem os Anjos (1996).
- Kikito a la millor fotografia per Cabaret Mineiro (1980) i Eu te Amo
- Premi de la crítica per Nunca Fomos tão Felizes (1984) i Como Nascem os Anjos (1996).

Festival de Brasília
- Troféu Candango a la millor pel·lícula per Nunca Fomos tão Felizes (1984).
- Troféu Candango a la millor fotografia per Cabaret Mineiro (1980) i Tabu (1982).

Festival do Rio
- Redentor al millor guionista per O Fim e os meios (2014)
- Premi a la millor pel·lícula Seja o que Deus Quiser (2003).